# Liste der Autorenbeteiligungen und Produktionen von Matthias Reim
Dies ist eine Übersicht über die Autorenbeteiligungen und Produktionen des deutschen Liedtexters, Komponisten und Musikproduzenten Matthias Reim sowie seiner Pseudonyme wie Andreas Tristan, Matt Rhyme, Matze und Sean Freemont. Zu berücksichtigen ist, dass Hitmedleys, Remixe, Liveaufnahmen oder Neuaufnahmen desselben Interpreten nicht aufgeführt werden. Aufgrund der großen Datenmenge und zur besseren Übersicht werden nur relevante Coverversionen gelistet, die beispielsweise durch Charterfolg oder namhafte Interpretationen gekennzeichnet sind.

## #
| Jahr | Titel    | Interpret       | Autor                       | Produzent                   |
| ---- | -------- | --------------- | --------------------------- | --------------------------- |
| 2014 | 1000 Mal | Matthias Reim   | Grünes Häkchensymbol für ja | Grünes Häkchensymbol für ja |
| 2016 | 1000 Mal | Die Grubertaler | Grünes Häkchensymbol für ja |                             |

## A
| Jahr | Titel                    | Interpret                          | Autor                       | Produzent                   |
| ---- | ------------------------ | ---------------------------------- | --------------------------- | --------------------------- |
| 2012 | Abschied von St. Germain | Michelle                           | Grünes Häkchensymbol für ja | Grünes Häkchensymbol für ja |
| 2014 | Allein allein            | Matthias Reim                      | Grünes Häkchensymbol für ja | Grünes Häkchensymbol für ja |
| 1995 | Alles klar               | Matthias Reim                      | Grünes Häkchensymbol für ja | Grünes Häkchensymbol für ja |
| 2016 | Alles was ich will       | Matthias Reim                      | Grünes Häkchensymbol für ja | Grünes Häkchensymbol für ja |
| 2005 | Als ich fortging         | Reim                               |                             | Grünes Häkchensymbol für ja |
| 2005 | Als ich fortging         | Reim mit Dirk Michaelis            |                             | Grünes Häkchensymbol für ja |
| 2016 | Alt wie ein Baum         | Matthias Reim mit Dieter Hertrampf |                             | Grünes Häkchensymbol für ja |
| 2016 | Am jüngsten Tag          | Matthias Reim                      | Grünes Häkchensymbol für ja |                             |
| 2002 | Ans Ende der Welt        | Michelle                           |                             | Grünes Häkchensymbol für ja |
| 2016 | Asyl im Paradies         | Matthias Reim                      |                             | Grünes Häkchensymbol für ja |
| 2003 | Atemzug                  | Reim                               | Grünes Häkchensymbol für ja | Grünes Häkchensymbol für ja |
| 2015 | Au revoir, Cherie        | Norman Langen                      |                             | Grünes Häkchensymbol für ja |

## B
| Jahr | Titel                                  | Interpret        | Autor                       | Produzent                   |
| ---- | -------------------------------------- | ---------------- | --------------------------- | --------------------------- |
| 1989 | Back to Miami                          | Sunshine Express | Grünes Häkchensymbol für ja | Grünes Häkchensymbol für ja |
| 1990 | Bastian – Blaulicht in der Nacht       | Matthias Reim    | Grünes Häkchensymbol für ja | Grünes Häkchensymbol für ja |
| 1988 | Blatt im Wind                          | Bernhard Brink   | Grünes Häkchensymbol für ja | Grünes Häkchensymbol für ja |
| 1993 | Bleib’ da                              | Matthias Reim    | Grünes Häkchensymbol für ja | Grünes Häkchensymbol für ja |
| 1997 | Bleib’ doch                            | Matthias Reim    | Grünes Häkchensymbol für ja | Grünes Häkchensymbol für ja |
| 1995 | Bleib’ noch hier                       | Matthias Reim    | Grünes Häkchensymbol für ja | Grünes Häkchensymbol für ja |
| 2013 | Blinder Passagier                      | Matthias Reim    | Grünes Häkchensymbol für ja |                             |
| 2014 | Blöde Idee                             | Matthias Reim    | Grünes Häkchensymbol für ja | Grünes Häkchensymbol für ja |
| 2002 | Bringst du mich heute Nacht nach Hause | Michelle         | Grünes Häkchensymbol für ja | Grünes Häkchensymbol für ja |
| 2015 | Burn Out                               | Norman Langen    |                             | Grünes Häkchensymbol für ja |

## C
| Jahr | Titel         | Interpret      | Autor                       | Produzent                   |
| ---- | ------------- | -------------- | --------------------------- | --------------------------- |
| 2002 | C’est la vie  | Matthias Reim  |                             | Grünes Häkchensymbol für ja |
| 1987 | Chinese Magic | Jessica        | Grünes Häkchensymbol für ja |                             |
| 1987 | Cry           | Shirley Parker | Grünes Häkchensymbol für ja |                             |

## D
| Jahr | Titel                                   | Interpret                                  | Autor                       | Produzent                   |
| ---- | --------------------------------------- | ------------------------------------------ | --------------------------- | --------------------------- |
| 1998 | Da ist noch was                         | Matthias Reim                              | Grünes Häkchensymbol für ja | Grünes Häkchensymbol für ja |
| 1991 | Daddy                                   | Matthias Reim                              | Grünes Häkchensymbol für ja | Grünes Häkchensymbol für ja |
| 1988 | Danke, liebe Mutti                      | Bernhard Brink                             | Grünes Häkchensymbol für ja | Grünes Häkchensymbol für ja |
| 2013 | Dann bist es Du                         | Matthias Reim                              | Grünes Häkchensymbol für ja |                             |
| 1994 | Dann heben wir ab                       | Matthias Reim                              | Grünes Häkchensymbol für ja |                             |
| 1995 | Dann heben wir ab                       | Matthias Reim (Liedtitel: Runaway)         | Grünes Häkchensymbol für ja |                             |
| 1997 | Das erste Mal                           | Matthias Reim                              | Grünes Häkchensymbol für ja | Grünes Häkchensymbol für ja |
| 1989 | Das Haus am Meer                        | Tina York                                  | Grünes Häkchensymbol für ja |                             |
| 2002 | Das Hotel in St. Germain                | Michelle                                   | Grünes Häkchensymbol für ja | Grünes Häkchensymbol für ja |
| 2010 | Das ist die Hölle                       | Matthias Reim                              |                             | Grünes Häkchensymbol für ja |
| 2000 | Das kann doch nicht sein                | Matthias Reim                              | Grünes Häkchensymbol für ja |                             |
| 1993 | Das kannst du doch nicht machen         | Matthias Reim                              | Grünes Häkchensymbol für ja | Grünes Häkchensymbol für ja |
| 2002 | Das Lachen eines Kindes                 | Michelle                                   | Grünes Häkchensymbol für ja | Grünes Häkchensymbol für ja |
| 2016 | Das Lied                                | Matthias Reim                              | Grünes Häkchensymbol für ja | Grünes Häkchensymbol für ja |
| 2005 | Das machst du nur, um mich zu ärgern    | Reim                                       |                             | Grünes Häkchensymbol für ja |
| 1997 | David und Goliath                       | Matthias Reim                              | Grünes Häkchensymbol für ja | Grünes Häkchensymbol für ja |
| 2000 | Deine Küsse tun weh                     | Matthias Reim                              | Grünes Häkchensymbol für ja |                             |
| 2010 | Deine Liebe                             | Matthias Reim                              | Grünes Häkchensymbol für ja | Grünes Häkchensymbol für ja |
| 2016 | Der blaue Planet                        | Matthias Reim mit Claudius Dreilich        |                             | Grünes Häkchensymbol für ja |
| 1994 | Der Traum                               | Matthias Reim                              | Grünes Häkchensymbol für ja |                             |
| 1995 | Der Traum                               | Matthias Reim (Liedtitel: A Hundred Times) | Grünes Häkchensymbol für ja |                             |
| 2007 | Die Einzige                             | Reim                                       | Grünes Häkchensymbol für ja | Grünes Häkchensymbol für ja |
| 2014 | Die Erde wird sich weiterdrehen         | Matthias Reim                              | Grünes Häkchensymbol für ja | Grünes Häkchensymbol für ja |
| 2014 | Die Leichtigkeit des Seins              | Matthias Reim                              | Grünes Häkchensymbol für ja |                             |
| 1991 | Die sollen alle weggehen                | Matthias Reim                              | Grünes Häkchensymbol für ja | Grünes Häkchensymbol für ja |
| 2010 | Die wilden Tränen (Salty Rain)          | Matthias Reim feat. Bonnie Tyler           | Grünes Häkchensymbol für ja | Grünes Häkchensymbol für ja |
| 2002 | Die Zeit steht still                    | Matthias Reim                              |                             | Grünes Häkchensymbol für ja |
| 1994 | Diese Freiheit                          | Matthias Reim                              | Grünes Häkchensymbol für ja |                             |
| 1995 | Diese Freiheit                          | Matthias Reim (Liedtitel: First Love)      | Grünes Häkchensymbol für ja |                             |
| 1988 | Diese Nacht Madeleine                   | Bernhard Brink                             | Grünes Häkchensymbol für ja | Grünes Häkchensymbol für ja |
| 2007 | Dieses Lied ist nicht für dich          | Reim                                       | Grünes Häkchensymbol für ja | Grünes Häkchensymbol für ja |
| 1990 | Doch da war mehr                        | Matthias Reim                              | Grünes Häkchensymbol für ja | Grünes Häkchensymbol für ja |
| 2016 | Der Akkorde und die Wahrheit            | Matthias Reim                              | Grünes Häkchensymbol für ja | Grünes Häkchensymbol für ja |
| 1998 | Du                                      | Matthias Reim                              | Grünes Häkchensymbol für ja | Grünes Häkchensymbol für ja |
| 1994 | Du bist gefährlich                      | Matthias Reim                              | Grünes Häkchensymbol für ja |                             |
| 1995 | Du bist gefährlich                      | Matthias Reim (Liedtitel: But You Don’t…)  | Grünes Häkchensymbol für ja |                             |
| 2003 | Du bist gefeuert                        | Reim                                       | Grünes Häkchensymbol für ja | Grünes Häkchensymbol für ja |
| 2010 | Du bist mein Glück                      | Matthias Reim                              | Grünes Häkchensymbol für ja | Grünes Häkchensymbol für ja |
| 1988 | Du bist nicht frei                      | Bernhard Brink                             | Grünes Häkchensymbol für ja | Grünes Häkchensymbol für ja |
| 2010 | Du bleibst                              | Matthias Reim                              |                             | Grünes Häkchensymbol für ja |
| 1991 | Du fehlst mir                           | Matthias Reim                              | Grünes Häkchensymbol für ja | Grünes Häkchensymbol für ja |
| 2007 | Du gehörst mir                          | Reim                                       | Grünes Häkchensymbol für ja | Grünes Häkchensymbol für ja |
| 1990 | Du hast mir den Kopf verdreht           | Matthias Reim                              | Grünes Häkchensymbol für ja | Grünes Häkchensymbol für ja |
| 2013 | Du kannst auf mich zählen               | Matthias Reim                              | Grünes Häkchensymbol für ja |                             |
| 2003 | Du liebst mich (nicht)                  | Reim                                       | Grünes Häkchensymbol für ja | Grünes Häkchensymbol für ja |
| 2004 | Du liebst mich (nicht)                  | Reim & Ich Troje                           | Grünes Häkchensymbol für ja | Grünes Häkchensymbol für ja |
| 1997 | Du machst mich verrückt                 | Matthias Reim                              | Grünes Häkchensymbol für ja | Grünes Häkchensymbol für ja |
| 1991 | Du schlägst wie ’ne Bombe in mein Leben | Matthias Reim                              | Grünes Häkchensymbol für ja | Grünes Häkchensymbol für ja |
| 2010 | Du und ich (junto a tí)                 | Matthias Reim feat. Azuquita               | Grünes Häkchensymbol für ja |                             |
| 2014 | Du wirst es immer sein                  | Matthias Reim                              | Grünes Häkchensymbol für ja | Grünes Häkchensymbol für ja |

## E
| Jahr | Titel                          | Interpret       | Autor                       | Produzent                   |
| ---- | ------------------------------ | --------------- | --------------------------- | --------------------------- |
| 2010 | Egal was kommt                 | Matthias Reim   | Grünes Häkchensymbol für ja | Grünes Häkchensymbol für ja |
| 2005 | Egal, was soll’s               | Reim            |                             | Grünes Häkchensymbol für ja |
| 2015 | Ein Herz aus Gold              | Norman Langen   | Grünes Häkchensymbol für ja | Grünes Häkchensymbol für ja |
| 2002 | Einsam ohne dich               | Michelle        |                             | Grünes Häkchensymbol für ja |
| 2013 | Einsamer Stern                 | Matthias Reim   | Grünes Häkchensymbol für ja |                             |
| 1993 | Eis in der Luft                | Matthias Reim   | Grünes Häkchensymbol für ja | Grünes Häkchensymbol für ja |
| 1987 | Emotions                       | Shirley Parker  | Grünes Häkchensymbol für ja |                             |
| 2002 | Endlich zuhause                | Matthias Reim   | Grünes Häkchensymbol für ja | Grünes Häkchensymbol für ja |
| 1994 | Engelchen küsst Teufelchen     | Bernhard Mantei | Grünes Häkchensymbol für ja |                             |
| 2007 | Erdbeeren im Schnee            | Reim            |                             | Grünes Häkchensymbol für ja |
| 2014 | Erinnere dich                  | Matthias Reim   | Grünes Häkchensymbol für ja | Grünes Häkchensymbol für ja |
| 2016 | Erlöse mich                    | Matthias Reim   | Grünes Häkchensymbol für ja | Grünes Häkchensymbol für ja |
| 2005 | Es tut mir überhaupt nicht weh | Reim            |                             | Grünes Häkchensymbol für ja |

## F
| Jahr | Titel                | Interpret     | Autor                       | Produzent                   |
| ---- | -------------------- | ------------- | --------------------------- | --------------------------- |
| 2015 | Feueralarm           | Norman Langen |                             | Grünes Häkchensymbol für ja |
| 1993 | Freunde              | Matthias Reim | Grünes Häkchensymbol für ja | Grünes Häkchensymbol für ja |
| 2003 | Friedhof der Gefühle | Reim          | Grünes Häkchensymbol für ja | Grünes Häkchensymbol für ja |

## G
| Jahr | Titel                         | Interpret      | Autor                       | Produzent                   |
| ---- | ----------------------------- | -------------- | --------------------------- | --------------------------- |
| 1990 | Ganz egal                     | Matthias Reim  | Grünes Häkchensymbol für ja | Grünes Häkchensymbol für ja |
| 1993 | Geh’ doch zum Teufel          | Matthias Reim  | Grünes Häkchensymbol für ja | Grünes Häkchensymbol für ja |
| 1995 | Gib’ dein Herz um keine Krone | Matthias Reim  | Grünes Häkchensymbol für ja |                             |
| 2007 | Gib mein Herz her             | Reim           | Grünes Häkchensymbol für ja | Grünes Häkchensymbol für ja |
| 1990 | Gib’ uns nicht auf!           | Matthias Reim  | Grünes Häkchensymbol für ja | Grünes Häkchensymbol für ja |
| 1990 | Gina                          | Bernhard Brink | Grünes Häkchensymbol für ja | Grünes Häkchensymbol für ja |
| 1989 | Gino                          | Tina York      | Grünes Häkchensymbol für ja |                             |
| 1988 | Griechische Nacht             | Bernhard Brink | Grünes Häkchensymbol für ja | Grünes Häkchensymbol für ja |
| 1998 | Grosse Liebe                  | Matthias Reim  |                             | Grünes Häkchensymbol für ja |
| 2012 | Große Liebe                   | Michelle       | Grünes Häkchensymbol für ja | Grünes Häkchensymbol für ja |

## H
| Jahr | Titel                                        | Interpret                        | Autor                       | Produzent                   |
| ---- | -------------------------------------------- | -------------------------------- | --------------------------- | --------------------------- |
| 2002 | Hallelujah                                   | Matthias Reim                    |                             | Grünes Häkchensymbol für ja |
| 2016 | Hallo Mond                                   | Christin Stark                   | Grünes Häkchensymbol für ja |                             |
| 1997 | Hallo, ich möcht’ gern wissen wie’s dir geht | Matthias Reim                    | Grünes Häkchensymbol für ja | Grünes Häkchensymbol für ja |
| 1997 | Hallo, ich möcht’ gern wissen wie’s dir geht | Benny Neyman (Liedtitel: Hallo?) | Grünes Häkchensymbol für ja |                             |
| 2003 | Halt durch                                   | Reim                             | Grünes Häkchensymbol für ja | Grünes Häkchensymbol für ja |
| 2002 | Hast du Lust                                 | Michelle                         | Grünes Häkchensymbol für ja | Grünes Häkchensymbol für ja |
| 2002 | Hast du Zeit?                                | Matthias Reim & Heike Neumeyer   |                             | Grünes Häkchensymbol für ja |
| 1986 | Heaven and Hell                              | Fair Fax                         | Grünes Häkchensymbol für ja | Grünes Häkchensymbol für ja |
| 2013 | Heiligabend                                  | Matthias Reim                    | Grünes Häkchensymbol für ja |                             |
| 1997 | Hertha, Hertha unsere Hertha                 | Matthias Reim                    |                             | Grünes Häkchensymbol für ja |
| 1991 | Herzen                                       | Matthias Reim                    | Grünes Häkchensymbol für ja | Grünes Häkchensymbol für ja |
| 2003 | Herzensmasochist                             | Reim                             | Grünes Häkchensymbol für ja | Grünes Häkchensymbol für ja |
| 2014 | Hexe                                         | Matthias Reim                    | Grünes Häkchensymbol für ja | Grünes Häkchensymbol für ja |
| 2005 | Hey lieber Gott                              | Reim                             |                             | Grünes Häkchensymbol für ja |
| 2016 | Hier                                         | Christin Stark                   | Grünes Häkchensymbol für ja |                             |
| 2018 | Himmel voller Geigen                         | Matthias Reim                    | Grünes Häkchensymbol für ja |                             |
| 2015 | Himmelhochjauzend                            | Norman Langen                    |                             | Grünes Häkchensymbol für ja |
| 1998 | Home                                         | Matthias Reim feat. Annie Moore  | Grünes Häkchensymbol für ja | Grünes Häkchensymbol für ja |

## I
| Jahr | Titel                                 | Interpret                                   | Autor                       | Produzent                   |
| ---- | ------------------------------------- | ------------------------------------------- | --------------------------- | --------------------------- |
| 2015 | Ich biete eine Million                | Norman Langen                               | Grünes Häkchensymbol für ja | Grünes Häkchensymbol für ja |
| 2005 | Ich bin nicht verliebt (Unverwundbar) | Reim                                        |                             | Grünes Häkchensymbol für ja |
| 2016 | Ich bin raus                          | Matthias Reim                               | Grünes Häkchensymbol für ja | Grünes Häkchensymbol für ja |
| 2002 | Ich brauch’ keine Flügel              | Matthias Reim                               |                             | Grünes Häkchensymbol für ja |
| 1997 | Ich brauche Liebe                     | Matthias Reim                               | Grünes Häkchensymbol für ja | Grünes Häkchensymbol für ja |
| 1998 | Ich denk’ an dich                     | Matthias Reim                               |                             | Grünes Häkchensymbol für ja |
| 1990 | Ich fühle wie du                      | Bernhard Brink                              | Grünes Häkchensymbol für ja | Grünes Häkchensymbol für ja |
| 2013 | Ich gebe niemals auf                  | Matthias Reim                               | Grünes Häkchensymbol für ja |                             |
| 2010 | Ich glaub’ an Engel                   | Matthias Reim                               | Grünes Häkchensymbol für ja | Grünes Häkchensymbol für ja |
| 1994 | Ich hab’ dich niemals vergessen       | Matthias Reim                               | Grünes Häkchensymbol für ja |                             |
| 1990 | Ich hab’ geträumt von dir             | Matthias Reim                               | Grünes Häkchensymbol für ja | Grünes Häkchensymbol für ja |
| 2016 | Ich hab’ geträumt von dir             | Gregor Meyle                                | Grünes Häkchensymbol für ja |                             |
| 1991 | Ich hab’ mich so auf dich gefreut     | Matthias Reim                               | Grünes Häkchensymbol für ja | Grünes Häkchensymbol für ja |
| 2007 | Ich hab’s dir doch gesagt             | Matthias Reim                               |                             | Grünes Häkchensymbol für ja |
| 2002 | Ich hatte nie den Mut                 | Michelle                                    | Grünes Häkchensymbol für ja | Grünes Häkchensymbol für ja |
| 1998 | Ich kann nicht mehr                   | Matthias Reim                               | Grünes Häkchensymbol für ja | Grünes Häkchensymbol für ja |
| 1993 | Ich kann’s nicht ändern               | Matthias Reim                               | Grünes Häkchensymbol für ja | Grünes Häkchensymbol für ja |
| 2010 | Ich lieb’ nur dich                    | Matthias Reim                               | Grünes Häkchensymbol für ja | Grünes Häkchensymbol für ja |
| 2003 | Ich liebe dich                        | Matthias Reim                               | Grünes Häkchensymbol für ja | Grünes Häkchensymbol für ja |
| 2016 | Ich nicht!                            | Christin Stark                              | Grünes Häkchensymbol für ja |                             |
| 2002 | Ich schau’ jetzt mal im Himmel nach   | Matthias Reim                               |                             | Grünes Häkchensymbol für ja |
| 2014 | Ich sterbe nicht daran                | Matthias Reim                               | Grünes Häkchensymbol für ja | Grünes Häkchensymbol für ja |
| 2002 | Ich tanz’ auch allein                 | Michelle                                    |                             | Grünes Häkchensymbol für ja |
| 2000 | Ich vermiss’ dich                     | Matthias Reim                               | Grünes Häkchensymbol für ja |                             |
| 2001 | Ich vermiss’ dich                     | Matthias Reim (Liedtitel: I Miss You)       | Grünes Häkchensymbol für ja |                             |
| 2014 | Ich wähl’ deine Nummer                | Norman Langen                               | Grünes Häkchensymbol für ja |                             |
| 2002 | Ich wäre gestorben…                   | Matthias Reim                               |                             | Grünes Häkchensymbol für ja |
| 1993 | Ich will                              | Matthias Reim                               | Grünes Häkchensymbol für ja | Grünes Häkchensymbol für ja |
| 2007 | Ich will dich immer noch              | Reim                                        | Grünes Häkchensymbol für ja | Grünes Häkchensymbol für ja |
| 2007 | Ich will gar nichts von dir           | Reim                                        | Grünes Häkchensymbol für ja | Grünes Häkchensymbol für ja |
| 1997 | Ich will leben (mit dir)              | Matthias Reim                               | Grünes Häkchensymbol für ja | Grünes Häkchensymbol für ja |
| 2002 | Idiot                                 | Michelle & Matthias Reim                    | Grünes Häkchensymbol für ja | Grünes Häkchensymbol für ja |
| 1994 | Im Himmel geht es weiter              | Matthias Reim                               | Grünes Häkchensymbol für ja | Grünes Häkchensymbol für ja |
| 1995 | Im Himmel geht es weiter              | Matthias Reim (Liedtitel: Hearts in Heaven) | Grünes Häkchensymbol für ja |                             |
| 1999 | Immer wieder                          | Matthias Reim                               | Grünes Häkchensymbol für ja | Grünes Häkchensymbol für ja |
| 2014 | In deinen Augen                       | Matthias Reim                               | Grünes Häkchensymbol für ja | Grünes Häkchensymbol für ja |
| 1993 | Indianer                              | Matthias Reim                               | Grünes Häkchensymbol für ja | Grünes Häkchensymbol für ja |
| 2013 | Irgendwo da draußen                   | Matthias Reim                               | Grünes Häkchensymbol für ja |                             |
| 1995 | Ist das Liebe?                        | Matthias Reim feat. Annie Moore             | Grünes Häkchensymbol für ja | Grünes Häkchensymbol für ja |
| 1991 | Ist es zu spät                        | Matthias Reim                               | Grünes Häkchensymbol für ja | Grünes Häkchensymbol für ja |
| 1988 | Ist Liebe nur ein Wort                | Bernhard Brink                              | Grünes Häkchensymbol für ja | Grünes Häkchensymbol für ja |
| 1994 | Ist schon gut so                      | Matthias Reim                               | Grünes Häkchensymbol für ja |                             |

## J
| Jahr | Titel                     | Interpret     | Autor                       | Produzent                   |
| ---- | ------------------------- | ------------- | --------------------------- | --------------------------- |
| 2004 | Jedes Bild von dir        | Reim          |                             | Grünes Häkchensymbol für ja |
| 1999 | Jedes Ende ist ein Anfang | Die Paldauer  | Grünes Häkchensymbol für ja |                             |
| 2001 | Jedesmal                  | Matthias Reim | Grünes Häkchensymbol für ja | Grünes Häkchensymbol für ja |
| 2005 | Jenny                     | Reim          |                             | Grünes Häkchensymbol für ja |
| 1995 | Jetzt tut’s mir so leid   | Matthias Reim | Grünes Häkchensymbol für ja | Grünes Häkchensymbol für ja |

## K
| Jahr | Titel                                 | Interpret              | Autor                       | Produzent                   |
| ---- | ------------------------------------- | ---------------------- | --------------------------- | --------------------------- |
| 1997 | Keine Angst                           | Matthias Reim          | Grünes Häkchensymbol für ja | Grünes Häkchensymbol für ja |
| 2016 | Keine Chance                          | Christin Stark         | Grünes Häkchensymbol für ja |                             |
| 2016 | Keinen Schritt zurück …               | Matthias Reim          | Grünes Häkchensymbol für ja | Grünes Häkchensymbol für ja |
| 2000 | Komm’ ich nehm’ dich mit              | Matthias Reim          | Grünes Häkchensymbol für ja |                             |
| 1988 | Komm ins Paradies                     | Bernhard Brink & Gilda | Grünes Häkchensymbol für ja | Grünes Häkchensymbol für ja |
| 2005 | Komm, lass uns jetzt nach Hause geh’n | Reim                   |                             | Grünes Häkchensymbol für ja |
| 2007 | König                                 | Reim                   | Grünes Häkchensymbol für ja | Grünes Häkchensymbol für ja |
| 2005 | Krieger                               | Reim                   |                             | Grünes Häkchensymbol für ja |
| 2002 | Küsse und Kriege                      | Matthias Reim          |                             | Grünes Häkchensymbol für ja |
| 1993 | Küssen oder so                        | Matthias Reim          | Grünes Häkchensymbol für ja | Grünes Häkchensymbol für ja |

## L
| Jahr | Titel                | Interpret                           | Autor                       | Produzent                   |
| ---- | -------------------- | ----------------------------------- | --------------------------- | --------------------------- |
| 2005 | L’amour s’en va      | Reim                                |                             | Grünes Häkchensymbol für ja |
| 1998 | Lass’ mich fliegen   | Matthias Reim                       | Grünes Häkchensymbol für ja | Grünes Häkchensymbol für ja |
| 1998 | Lass uns 1× oder 2×  | Matthias Reim                       | Grünes Häkchensymbol für ja | Grünes Häkchensymbol für ja |
| 1999 | Lass’ uns leben      | Matthias Reim                       | Grünes Häkchensymbol für ja | Grünes Häkchensymbol für ja |
| 2000 | Lebenslänglich       | Matthias Reim                       | Grünes Häkchensymbol für ja |                             |
| 2011 | Letzte Weihnacht     | Matthias Reim                       | Grünes Häkchensymbol für ja |                             |
| 2011 | Letzte Weihnacht     | Anna-Maria Zimmermann               | Grünes Häkchensymbol für ja |                             |
| 1997 | Lieb’ mich!          | Matthias Reim                       | Grünes Häkchensymbol für ja | Grünes Häkchensymbol für ja |
| 1988 | Liebe ist alles      | Bernhard Brink                      | Grünes Häkchensymbol für ja | Grünes Häkchensymbol für ja |
| 1994 | Liebe ist…           | Matthias Reim                       | Grünes Häkchensymbol für ja |                             |
| 1995 | Liebe ist…           | Matthias Reim (Liedtitel: Love Is…) | Grünes Häkchensymbol für ja |                             |
| 2005 | Liebst du mich noch? | Reim                                | Grünes Häkchensymbol für ja | Grünes Häkchensymbol für ja |
| 1988 | Linda                | Bernhard Brink                      | Grünes Häkchensymbol für ja | Grünes Häkchensymbol für ja |
| 2014 | Lüg!                 | Matthias Reim                       | Grünes Häkchensymbol für ja | Grünes Häkchensymbol für ja |

## M
| Jahr | Titel                       | Interpret                              | Autor                       | Produzent                   |
| ---- | --------------------------- | -------------------------------------- | --------------------------- | --------------------------- |
| 2011 | Mach das Licht nicht an     | Michelle                               | Grünes Häkchensymbol für ja | Grünes Häkchensymbol für ja |
| 2015 | Mach Schluss                | Norman Langen                          | Grünes Häkchensymbol für ja | Grünes Häkchensymbol für ja |
| 1994 | Macho-Rallye                | Matthias Reim                          | Grünes Häkchensymbol für ja |                             |
| 1995 | Macho-Rallye                | Matthias Reim (Liedtitel: Back to You) | Grünes Häkchensymbol für ja |                             |
| 1998 | Mach’s gut                  | Matthias Reim                          | Grünes Häkchensymbol für ja | Grünes Häkchensymbol für ja |
| 2013 | Mama                        | Matthias Reim                          | Grünes Häkchensymbol für ja |                             |
| 2014 | Manchmal                    | Matthias Reim                          | Grünes Häkchensymbol für ja | Grünes Häkchensymbol für ja |
| 2002 | Manchmal tut Liebe auch weh | Matthias Reim                          | Grünes Häkchensymbol für ja | Grünes Häkchensymbol für ja |
| 2005 | Männer bleiben Männer       | Reim                                   |                             | Grünes Häkchensymbol für ja |
| 2007 | Männer sind Krieger         | Reim                                   |                             | Grünes Häkchensymbol für ja |
| 1988 | Marie                       | Bernhard Brink                         | Grünes Häkchensymbol für ja | Grünes Häkchensymbol für ja |
| 2016 | Marie                       | Matthias Reim                          | Grünes Häkchensymbol für ja | Grünes Häkchensymbol für ja |
| 1990 | Maskenball                  | Matthias Reim                          | Grünes Häkchensymbol für ja | Grünes Häkchensymbol für ja |
| 2016 | Maskenball                  | Christin Stark                         | Grünes Häkchensymbol für ja |                             |
| 2002 | Mayday Mayday               | Matthias Reim                          |                             | Grünes Häkchensymbol für ja |
| 2002 | Mein Herz ist kein Hotel    | Matthias Reim                          | Grünes Häkchensymbol für ja |                             |
| 2015 | Mein Leben ist Rock‘n’Roll  | Matthias Reim                          |                             | Grünes Häkchensymbol für ja |
| 2016 | Mich zu lieben              | Matthias Reim                          |                             | Grünes Häkchensymbol für ja |
| 1991 | Mit dem Herz in der Hand    | Ralf Christian                         | Grünes Häkchensymbol für ja |                             |
| 2002 | Morgenrot                   | Matthias Reim                          |                             | Grünes Häkchensymbol für ja |

## N
| Jahr | Titel               | Interpret      | Autor                       | Produzent                   |
| ---- | ------------------- | -------------- | --------------------------- | --------------------------- |
| 2010 | Nie mehr ohne Engel | Matthias Reim  | Grünes Häkchensymbol für ja | Grünes Häkchensymbol für ja |
| 1990 | Niemandsland        | Bernhard Brink | Grünes Häkchensymbol für ja | Grünes Häkchensymbol für ja |
| 2002 | Nur an dich gedacht | Michelle       |                             | Grünes Häkchensymbol für ja |
| 2000 | Nur Liebe im Kopf   | Matthias Reim  | Grünes Häkchensymbol für ja |                             |

## O
| Jahr | Titel                 | Interpret     | Autor                       | Produzent                   |
| ---- | --------------------- | ------------- | --------------------------- | --------------------------- |
| 1991 | O.K.                  | Matthias Reim | Grünes Häkchensymbol für ja | Grünes Häkchensymbol für ja |
| 1993 | Ohne dich             | Matthias Reim | Grünes Häkchensymbol für ja | Grünes Häkchensymbol für ja |
| 2015 | Ohne Ende, ohne Gnade | Norman Langen | Grünes Häkchensymbol für ja | Grünes Häkchensymbol für ja |
| 1989 | Open Your Heart       | Jessica       |                             | Grünes Häkchensymbol für ja |

## P
| Jahr | Titel           | Interpret                 | Autor                       | Produzent |
| ---- | --------------- | ------------------------- | --------------------------- | --------- |
| 2023 | Pech & Schwefel | Finch feat. Matthias Reim | Grünes Häkchensymbol für ja |           |

## R
| Jahr | Titel                  | Interpret                                   | Autor                       | Produzent                   |
| ---- | ---------------------- | ------------------------------------------- | --------------------------- | --------------------------- |
| 1991 | Rampenlicht            | Matthias Reim                               | Grünes Häkchensymbol für ja | Grünes Häkchensymbol für ja |
| 2002 | Rock‘n’Roll            | Matthias Reim                               | Grünes Häkchensymbol für ja | Grünes Häkchensymbol für ja |
| 2007 | Romeo weint            | Reim                                        | Grünes Häkchensymbol für ja | Grünes Häkchensymbol für ja |
| 2003 | Rosenkrieg             | Reim                                        | Grünes Häkchensymbol für ja | Grünes Häkchensymbol für ja |
| 2010 | Rücksichtslos verliebt | Matthias Reim                               | Grünes Häkchensymbol für ja | Grünes Häkchensymbol für ja |
| 1994 | Ruf doch mal an        | Matthias Reim                               | Grünes Häkchensymbol für ja |                             |
| 1995 | Ruf doch mal an        | Matthias Reim (Songtitel: Love Is Allright) | Grünes Häkchensymbol für ja |                             |
| 2015 | Russisch Roulette      | Norman Langen                               |                             | Grünes Häkchensymbol für ja |

## S
| Jahr | Titel                                            | Interpret                        | Autor                       | Produzent                   |
| ---- | ------------------------------------------------ | -------------------------------- | --------------------------- | --------------------------- |
| 1998 | Sag’ mir, dass es wahr ist (Say That It Is True) | Matthias Reim feat. Annie Moore  | Grünes Häkchensymbol für ja | Grünes Häkchensymbol für ja |
| 1991 | Sag niemals nie                                  | Matthias Reim                    | Grünes Häkchensymbol für ja | Grünes Häkchensymbol für ja |
| 1989 | Salut ça va                                      | Miriam Breton                    | Grünes Häkchensymbol für ja | Grünes Häkchensymbol für ja |
| 1986 | Satellite Dream                                  | Fair Fax                         | Grünes Häkchensymbol für ja | Grünes Häkchensymbol für ja |
| 1989 | Schluss … zu Ende – aus – vorbei                 | Jürgen Drews                     | Grünes Häkchensymbol für ja |                             |
| 1990 | Selten so gelacht                                | Matthias Reim                    | Grünes Häkchensymbol für ja | Grünes Häkchensymbol für ja |
| 1998 | Sensationell                                     | Matthias Reim                    | Grünes Häkchensymbol für ja | Grünes Häkchensymbol für ja |
| 2010 | Sieben Leben                                     | Matthias Reim                    | Grünes Häkchensymbol für ja | Grünes Häkchensymbol für ja |
| 2016 | Siebter Himmel                                   | Christin Stark                   | Grünes Häkchensymbol für ja |                             |
| 1986 | Slow Motion                                      | Fair Fax                         | Grünes Häkchensymbol für ja | Grünes Häkchensymbol für ja |
| 2012 | So ist das Leben                                 | Michelle                         | Grünes Häkchensymbol für ja | Grünes Häkchensymbol für ja |
| 2000 | So lange her                                     | Matthias Reim                    | Grünes Häkchensymbol für ja |                             |
| 2000 | So oder so                                       | Matthias Reim                    | Grünes Häkchensymbol für ja |                             |
| 1993 | So verliebt                                      | Matthias Reim                    | Grünes Häkchensymbol für ja | Grünes Häkchensymbol für ja |
| 2003 | So viel mehr                                     | Reim                             | Grünes Häkchensymbol für ja | Grünes Häkchensymbol für ja |
| 1989 | So wie damals                                    | Roy Black                        | Grünes Häkchensymbol für ja |                             |
| 1992 | So wie damals                                    | Frank Ryan (Liedtitel: Don’t Go) | Grünes Häkchensymbol für ja | Grünes Häkchensymbol für ja |
| 2013 | So wie damals                                    | Francine Jordi                   | Grünes Häkchensymbol für ja |                             |
| 1988 | So wie nie                                       | Wolfgang André                   | Grünes Häkchensymbol für ja |                             |
| 1988 | Sommer, Sonne, blaues Meer                       | Bernhard Brink                   | Grünes Häkchensymbol für ja | Grünes Häkchensymbol für ja |
| 2000 | Sowieso für dich das letzte                      | Matthias Reim                    | Grünes Häkchensymbol für ja |                             |
| 2016 | Stoppschild                                      | Matthias Reim                    | Grünes Häkchensymbol für ja | Grünes Häkchensymbol für ja |
| 2012 | Straße der Sehnsucht                             | Michelle                         | Grünes Häkchensymbol für ja | Grünes Häkchensymbol für ja |
| 1984 | Superland                                        | Matthias Reim                    | Grünes Häkchensymbol für ja |                             |

## T
| Jahr | Titel                                 | Interpret     | Autor                       | Produzent                   |
| ---- | ------------------------------------- | ------------- | --------------------------- | --------------------------- |
| 1989 | Tendresse                             | Miriam Breton | Grünes Häkchensymbol für ja | Grünes Häkchensymbol für ja |
| 2000 | Tief in mir                           | Matthias Reim | Grünes Häkchensymbol für ja |                             |
| 1995 | Tina geht tanzen                      | Matthias Reim | Grünes Häkchensymbol für ja | Grünes Häkchensymbol für ja |
| 2002 | Trag’ mich heute Nacht zu den Sternen | Matthias Reim | Grünes Häkchensymbol für ja | Grünes Häkchensymbol für ja |
| 2016 | Träume                                | Matthias Reim |                             | Grünes Häkchensymbol für ja |
| 2003 | Träumer                               | Reim          | Grünes Häkchensymbol für ja | Grünes Häkchensymbol für ja |
| 2012 | Tu’s nicht                            | Michelle      | Grünes Häkchensymbol für ja | Grünes Häkchensymbol für ja |
| 1992 | Two Hearts in Time                    | Frank Ryan    | Grünes Häkchensymbol für ja | Grünes Häkchensymbol für ja |

## U
| Jahr | Titel                | Interpret                            | Autor                       | Produzent                   |
| ---- | -------------------- | ------------------------------------ | --------------------------- | --------------------------- |
| 2007 | Unberechenbar        | Reim                                 | Grünes Häkchensymbol für ja | Grünes Häkchensymbol für ja |
| 1994 | Und es ging los      | Matthias Reim                        | Grünes Häkchensymbol für ja |                             |
| 1995 | Und es ging los      | Matthias Reim (Liedtitel: Laura Lee) | Grünes Häkchensymbol für ja |                             |
| 2002 | Und tschüss          | Matthias Reim                        | Grünes Häkchensymbol für ja | Grünes Häkchensymbol für ja |
| 2013 | Unendlich            | Matthias Reim                        | Grünes Häkchensymbol für ja |                             |
| 2002 | Unter dem Regenbogen | Michelle                             |                             | Grünes Häkchensymbol für ja |
| 1995 | Unter vier Augen     | Wolfgang André                       | Grünes Häkchensymbol für ja |                             |
| 2012 | Unterm Mond          | Michelle                             | Grünes Häkchensymbol für ja | Grünes Häkchensymbol für ja |
| 2013 | Unterm Mond          | Matthias Reim                        | Grünes Häkchensymbol für ja |                             |

## V
| Jahr | Titel                                 | Interpret                                                                    | Autor                       | Produzent                   |
| ---- | ------------------------------------- | ---------------------------------------------------------------------------- | --------------------------- | --------------------------- |
| 1990 | Verdammt, ich lieb’ Dich              | Matthias Reim                                                                | Grünes Häkchensymbol für ja | Grünes Häkchensymbol für ja |
| 1990 | Verdammt, ich lieb’ Dich              | Matthias Reim (Liedtitel: Et puis je t’aime)                                 |                             | Grünes Häkchensymbol für ja |
| 1990 | Verdammt, ich lieb’ Dich              | Matthias Reim (Liedtitel: I Think I Love You)                                | Grünes Häkchensymbol für ja | Grünes Häkchensymbol für ja |
| 1990 | Verdammt, ich lieb’ Dich              | Matthias Reim (Liedtitel: Perché ti amo)                                     | Grünes Häkchensymbol für ja | Grünes Häkchensymbol für ja |
| 1990 | Verdammt, ich lieb’ Dich              | Matthias Reim (Liedtitel: Tal vez te quiero)                                 | Grünes Häkchensymbol für ja | Grünes Häkchensymbol für ja |
| 1990 | Verdammt, ich lieb’ Dich              | Fix & Fertig (Liedtitel: Verdammt, ich schieb Dich)                          | Grünes Häkchensymbol für ja |                             |
| 1990 | Verdammt, ich lieb’ Dich              | Sound Convoy (Liedtitel: Du sagst du liebst mich (doch ich lieb dich nicht)) | Grünes Häkchensymbol für ja |                             |
| 1992 | Verdammt, ich lieb’ Dich              | Norbert und die Feiglinge (Liedtitel: Verdammt Hans-Dietrich)                | Grünes Häkchensymbol für ja |                             |
| 1994 | Verdammt, ich lieb’ Dich              | Ulli Martin                                                                  | Grünes Häkchensymbol für ja |                             |
| 1996 | Verdammt, ich lieb’ Dich              | Jürgen Drews (Liedtitel: Verdammt, ich mief’ nicht)                          | Grünes Häkchensymbol für ja |                             |
| 2002 | Verdammt, ich lieb’ Dich              | Baracuda (Liedtitel: Damn! (Remember the Time))                              | Grünes Häkchensymbol für ja |                             |
| 2004 | Verdammt, ich lieb’ Dich              | Frank Zander                                                                 | Grünes Häkchensymbol für ja |                             |
| 2006 | Verdammt, ich lieb’ Dich              | Azuquita feat. Reim (Liedtitel: Te quiero a veces)                           | Grünes Häkchensymbol für ja |                             |
| 2007 | Verdammt, ich lieb’ Dich              | Reim (Liedtitel: Verdammt ich hab nix)                                       | Grünes Häkchensymbol für ja | Grünes Häkchensymbol für ja |
| 2007 | Verdammt, ich lieb’ Dich              | Sha & Reim                                                                   | Grünes Häkchensymbol für ja |                             |
| 2010 | Verdammt, ich lieb’ Dich              | Guildo Horn & die Meatles                                                    | Grünes Häkchensymbol für ja |                             |
| 2014 | Verdammt, ich lieb’ Dich              | Chico & The Gypsies feat. Matthias Reim (Liedtitel: Te quiero a veces)       | Grünes Häkchensymbol für ja |                             |
| 2015 | Verdammt, ich lieb’ Dich              | Johannes Spanner (Liedtitel: Verdammt, i liab Di)                            | Grünes Häkchensymbol für ja |                             |
| 2015 | Verdammt, ich lieb’ Dich              | Gregor Meyle & Matthias Reim                                                 | Grünes Häkchensymbol für ja |                             |
| 2021 | Verdammt, ich lieb’ Dich              | Mike Singer                                                                  | Grünes Häkchensymbol für ja |                             |
| 2013 | Verdammt für alle Zeit                | Matthias Reim                                                                | Grünes Häkchensymbol für ja |                             |
| 1999 | Verdammt, ich lieb’ Dich … immer noch | Matthias Reim                                                                | Grünes Häkchensymbol für ja | Grünes Häkchensymbol für ja |
| 2004 | Vergiss’ es (Forget It)               | Reim & Bonnie Tyler                                                          |                             | Grünes Häkchensymbol für ja |
| 2003 | Verlassen und frei                    | Reim                                                                         | Grünes Häkchensymbol für ja | Grünes Häkchensymbol für ja |
| 1987 | Video Island                          | Framed                                                                       | Grünes Häkchensymbol für ja | Grünes Häkchensymbol für ja |
| 1997 | Viel zu lang                          | Matthias Reim                                                                | Grünes Häkchensymbol für ja | Grünes Häkchensymbol für ja |
| 1988 | Von Casablanca nach Athen             | Bernhard Brink                                                               | Grünes Häkchensymbol für ja | Grünes Häkchensymbol für ja |
| 1984 | Von fernen Sternen                    | Matthias Reim                                                                | Grünes Häkchensymbol für ja |                             |

## W
| Jahr | Titel                               | Interpret        | Autor                       | Produzent                   |
| ---- | ----------------------------------- | ---------------- | --------------------------- | --------------------------- |
| 2012 | Wach geküsst                        | Michelle         | Grünes Häkchensymbol für ja | Grünes Häkchensymbol für ja |
| 2000 | Wahre Engel                         | Matthias Reim    | Grünes Häkchensymbol für ja |                             |
| 1991 | Warum                               | Matthias Reim    | Grünes Häkchensymbol für ja | Grünes Häkchensymbol für ja |
| 2010 | Warum so?                           | Matthias Reim    | Grünes Häkchensymbol für ja | Grünes Häkchensymbol für ja |
| 2014 | Was für’n Gefühl                    | Matthias Reim    | Grünes Häkchensymbol für ja | Grünes Häkchensymbol für ja |
| 1990 | Was ist nur los?                    | Matthias Reim    | Grünes Häkchensymbol für ja | Grünes Häkchensymbol für ja |
| 2014 | Was wäre wenn                       | Matthias Reim    | Grünes Häkchensymbol für ja | Grünes Häkchensymbol für ja |
| 2016 | Was zieht mich noch zu Dir …        | Matthias Reim    | Grünes Häkchensymbol für ja | Grünes Häkchensymbol für ja |
| 2012 | Was, wenn mein Herz sich irrt       | Michelle         | Grünes Häkchensymbol für ja | Grünes Häkchensymbol für ja |
| 1989 | We Are Livin’                       | Sunshine Express |                             | Grünes Häkchensymbol für ja |
| 2002 | Wenn der Regen wieder fällt         | Michelle         |                             | Grünes Häkchensymbol für ja |
| 1995 | Wenn die Liebe geht                 | Matthias Reim    | Grünes Häkchensymbol für ja | Grünes Häkchensymbol für ja |
| 1998 | Wenn du es willst                   | André Stade      | Grünes Häkchensymbol für ja |                             |
| 1998 | Wenn du es wirklich willst          | Matthias Reim    | Grünes Häkchensymbol für ja | Grünes Häkchensymbol für ja |
| 1997 | Wenn du gehen willst, mußt du gehen | Matthias Reim    | Grünes Häkchensymbol für ja | Grünes Häkchensymbol für ja |
| 1998 | Wenn du liebst, wenn du lachst      | Matthias Reim    | Grünes Häkchensymbol für ja | Grünes Häkchensymbol für ja |
| 2014 | Wer nie durch Scherben ging         | Matthias Reim    | Grünes Häkchensymbol für ja | Grünes Häkchensymbol für ja |
| 2012 | Wie                                 | Michelle         | Grünes Häkchensymbol für ja | Grünes Häkchensymbol für ja |
| 2005 | Wie man liebt                       | Reim             | Grünes Häkchensymbol für ja | Grünes Häkchensymbol für ja |
| 2012 | Wiedersehen                         | Michelle         | Grünes Häkchensymbol für ja | Grünes Häkchensymbol für ja |
| 2003 | Wilde Pferde                        | Reim             |                             | Grünes Häkchensymbol für ja |
| 2002 | Wind und Sturm                      | Michelle         | Grünes Häkchensymbol für ja | Grünes Häkchensymbol für ja |
| 1995 | Winter                              | Matthias Reim    | Grünes Häkchensymbol für ja | Grünes Häkchensymbol für ja |
| 2016 | Wir könnten längst zusammen sein    | Christin Stark   | Grünes Häkchensymbol für ja |                             |
| 1997 | Wir sehen uns wieder                | Matthias Reim    | Grünes Häkchensymbol für ja | Grünes Häkchensymbol für ja |
| 2013 | Wir sind unendlich                  | Matthias Reim    | Grünes Häkchensymbol für ja |                             |
| 1990 | Wir waren Kinder                    | Bernhard Brink   | Grünes Häkchensymbol für ja | Grünes Häkchensymbol für ja |
| 2016 | Wirst du mich noch sehen            | Christin Stark   | Grünes Häkchensymbol für ja |                             |
| 2015 | Wo bist du                          | Norman Langen    |                             | Grünes Häkchensymbol für ja |
| 2011 | Wo bleibt der Schnee                | Matthias Reim    | Grünes Häkchensymbol für ja |                             |
| 2017 | Wo ist die Liebe hin                | Christin Stark   | Grünes Häkchensymbol für ja | Grünes Häkchensymbol für ja |
| 2016 | Wollen wir uns                      | Christin Stark   | Grünes Häkchensymbol für ja |                             |
| 1987 | World of Fantasy                    | Jessica          | Grünes Häkchensymbol für ja |                             |
| 2015 | Wunderbar                           | Norman Langen    | Grünes Häkchensymbol für ja | Grünes Häkchensymbol für ja |

## Y
| Jahr | Titel       | Interpret | Autor                       | Produzent                   |
| ---- | ----------- | --------- | --------------------------- | --------------------------- |
| 1986 | Young Girls | Fair Fax  | Grünes Häkchensymbol für ja | Grünes Häkchensymbol für ja |

## Z
| Jahr | Titel               | Interpret                                  | Autor                       | Produzent                   |
| ---- | ------------------- | ------------------------------------------ | --------------------------- | --------------------------- |
| 1994 | Zauberland          | Matthias Reim                              | Grünes Häkchensymbol für ja |                             |
| 1995 | Zauberland          | Matthias Reim (Liedtitel: Enchanted Lands) | Grünes Häkchensymbol für ja |                             |
| 1995 | Zeit                | Matthias Reim                              | Grünes Häkchensymbol für ja | Grünes Häkchensymbol für ja |
| 1998 | Zeit zu gehen       | Matthias Reim                              | Grünes Häkchensymbol für ja | Grünes Häkchensymbol für ja |
| 2016 | Zeitlos             | Christin Stark                             | Grünes Häkchensymbol für ja |                             |
| 2016 | Zu früh um zu gehen | Matthias Reim                              | Grünes Häkchensymbol für ja | Grünes Häkchensymbol für ja |
| 1991 | Zusammen sein       | Matthias Reim                              | Grünes Häkchensymbol für ja | Grünes Häkchensymbol für ja |